# Sclerophrys
Sclerophrys – rodzaj płazów bezogonowych z rodziny ropuchowatych (Bufonidae).

## Zasięg występowania
Rodzaj obejmuje gatunki występujące w Czarnej Afryce; na północ od Sahary w Saharze Zachodniej i Maroku, północnej Algierii i Tunezji; południowy Hadramaut na Półwyspie Arabskim na południe od Mekki (Arabia Saudyjska) do Adenu (południowy Jemen) z odizolowaną populacją do północno-wschodniego Omanu i przyległych Zjednoczonych Emiratów Arabskich.

## Systematyka

### Etymologia
- Sclerophrys: gr. σκληρος sklēros „sztywny”[5]; οφρυς ophrus, οφρυος ophruos „brew”[6].
- Amietophrynus: Jean-Louis Amiet (ur. 1936), francuski herpetolog, entomolog i ichtiolog; gr. φρυνη phrunē, φρυνης phrunēs „ropucha”[3]. Gatunek typowy: Bufo regularis Reuss, 1833.

### Taksonomia
Rodzaj Sclerophrys został opisany w 1838 roku przez Johanna von Tschudiego; gatunkiem typowym jest Sclerophrys capensis, opisany przez Tschudiego na podstawie jednego okazu odkrytego na obszarze ówczesnej Kolonii Przylądkowej (obecnie Południowa Afryka). Do XXI wieku okaz ten nie był przedmiotem dalszych badań, które pozwoliłyby określić jego pozycję filogenetyczną w obrębie rodziny ropuchowatych.
Analiza filogenetyczna przeprowadzona przez Frosta i współpracowników (2006) wykazała m.in., że rodzaj Bufo nie jest monofiletyczny, tj. tradycyjnie zaliczane do niego gatunki nie tworzą kladu, do którego nie należeliby również przedstawiciele innych rodzajów zaliczanych do rodziny Bufonidae. Na tej podstawie autorzy przenieśli większość gatunków tradycyjnie zaliczanych do rodzaju Bufo do odrębnych rodzajów; m.in. dla szeregu afrykańskich gatunków tradycyjnie zaliczanych do tego rodzaju ustanowili odrębny rodzaj Amietophrynus. Gatunkiem typowym rodzaju Amietophrynus jest "Bufo" regularis Reuss (1833).
Badania okazu holotypowego Sclerophrys capensis przeprowadzone przez Ohler i Dubois (2016) doprowadziły autorów do odkrycia, że gatunek ten jest starszym synonimem jednego z gatunków zaliczanych do rodzaju Amietophrynus, tj. Amietophrynus rangeri. Jeśli zatem przyjąć, że gatunki typowe rodzajów Sclerophrys i Amietophrynus, tj. S. capensis (=A. rangeri) i A. regularis, należą do tego samego rodzaju, to właściwą nazwą tego rodzaju będzie nazwa Sclerophrys, jako starsza od Amietophrynus; Ohler i Dubois (2016) uznali Amietophrynus za młodszy synonim Sclerophrys.

### Podział systematyczny
Do rodzaju należą następujące gatunki:

- Sclerophrys arabica (Heyden, 1827)
- Sclerophrys asmarae (Tandy, Bogart, Largen & Feener, 1982)
- Sclerophrys berghei (Laurent, 1950)
- Sclerophrys blanfordii (Boulenger, 1882)
- Sclerophrys brauni (Nieden, 1911)
- Sclerophrys buchneri (Peters, 1882)
- Sclerophrys camerunensis (Parker, 1936)
- Sclerophrys capensis Tschudi, 1838
- Sclerophrys channingi (Barej, Schmitz, Menegon, Hillers, Hinkel, Böhme & Rödel, 2011)
- Sclerophrys chevalieri (Mocquard, 1908)
- Sclerophrys danielae (Perret, 1977)
- Sclerophrys djohongensis (Hulselmans, 1977)
- Sclerophrys dodsoni (Boulenger, 1895)
- Sclerophrys fuliginata (De Witte, 1932)
- Sclerophrys funerea (Bocage, 1866)
- Sclerophrys garmani (Meek, 1897)
- Sclerophrys gracilipes (Boulenger, 1899)
- Sclerophrys gutturalis (Power, 1927)
- Sclerophrys hadramautinus (Cherchi, 1963)
- Sclerophrys kassasii (Baha El Din, 1993)
- Sclerophrys kerinyagae (Keith, 1968)
- Sclerophrys kisoloensis (Loveridge, 1932)
- Sclerophrys langanoensis (Largen, Tandy & Tandy, 1978)
- Sclerophrys latifrons (Boulenger, 1900)
- Sclerophrys lemairii (Boulenger, 1901)
- Sclerophrys maculata (Hallowell, 1854)
- Sclerophrys mauritanica (Schlegel, 1841) – ropucha berberyjska[9]
- Sclerophrys pantherina (Smith, 1828)
- Sclerophrys pardalis (Hewitt, 1935) – ropucha plamista[9]
- Sclerophrys pentoni (Anderson, 1893)
- Sclerophrys perreti (Schiøtz, 1963)
- Sclerophrys poweri (Hewitt, 1935)
- Sclerophrys pusilla (Mertens, 1937)
- Sclerophrys reesi (Poynton, 1977)
- Sclerophrys regularis (Reuss, 1833) – ropucha panterowata[9]
- Sclerophrys steindachneri (Pfeffer, 1893)
- Sclerophrys superciliaris (Boulenger, 1888) – ropucha wałooczna[9]
- Sclerophrys taiensis (Rödel & Ernst, 2000)
- Sclerophrys tihamica (Balletto & Cherchi, 1973)
- Sclerophrys togoensis (Ahl, 1924)
- Sclerophrys tuberosa (Günther, 1858)
- Sclerophrys turkanae (Tandy & Feener, 1985)
- Sclerophrys urunguensis (Loveridge, 1932)
- Sclerophrys villiersi (Angel, 1940)
- Sclerophrys vittata (Boulenger, 1906)
- Sclerophrys xeros (Tandy, Tandy, Keith & Duff-MacKay, 1976)

Kladogram za Van Bocxlaer et al.:
|  | Sclerophrys brauni |
|  |                    |
|  | Sclerophrys poweri |
|  |                    |

|  | \| \| Sclerophrys gracilipes \| \| \| \| \| \| Sclerophrys gutturalis \| \| \| \| |
|  |                                                                                   |
|  | Sclerophrys garmani                                                               |
|  |                                                                                   |
|  | Sclerophrys gracilipes                                                            |
|  |                                                                                   |
|  | Sclerophrys gutturalis                                                            |
|  |                                                                                   |

|  | Sclerophrys gracilipes |
|  |                        |
|  | Sclerophrys gutturalis |
|  |                        |

|  | \| \| Sclerophrys gracilipes \| \| \| \| \| \| Sclerophrys gutturalis \| \| \| \| |
|  |                                                                                   |
|  | Sclerophrys garmani                                                               |
|  |                                                                                   |
|  | Sclerophrys gracilipes                                                            |
|  |                                                                                   |
|  | Sclerophrys gutturalis                                                            |
|  |                                                                                   |

|  | Sclerophrys gracilipes |
|  |                        |
|  | Sclerophrys gutturalis |
|  |                        |

|  | Sclerophrys brauni |
|  |                    |
|  | Sclerophrys poweri |
|  |                    |

|  | \| \| Sclerophrys gracilipes \| \| \| \| \| \| Sclerophrys gutturalis \| \| \| \| |
|  |                                                                                   |
|  | Sclerophrys garmani                                                               |
|  |                                                                                   |
|  | Sclerophrys gracilipes                                                            |
|  |                                                                                   |
|  | Sclerophrys gutturalis                                                            |
|  |                                                                                   |

|  | Sclerophrys gracilipes |
|  |                        |
|  | Sclerophrys gutturalis |
|  |                        |

|  | \| \| Sclerophrys gracilipes \| \| \| \| \| \| Sclerophrys gutturalis \| \| \| \| |
|  |                                                                                   |
|  | Sclerophrys garmani                                                               |
|  |                                                                                   |
|  | Sclerophrys gracilipes                                                            |
|  |                                                                                   |
|  | Sclerophrys gutturalis                                                            |
|  |                                                                                   |

|  | Sclerophrys gracilipes |
|  |                        |
|  | Sclerophrys gutturalis |
|  |                        |